# シャオロン (KOF)
笑龍（シャオロン、作品内英字表記：Xiaolon）は、SNKプレイモアの対戦型格闘ゲーム『KOF MAXIMUM IMPACT』シリーズに登場する架空の人物。担当声優は松本まきこ。

## 概要
『KOF MAXIMUM IMPACT REGULATION "A"』（以下『KOF MIA』と表記）にてプレイヤーキャラクターとして初登場。
緑を基調としたノースリーブのチャイナ服＋だらりと下がった長袖という服装をしており、蠍のような髪型が特徴。
アナザーモデルは白などを基調とした肌の露出が多い服装であり、頭部や腰に花を飾り付けるなど、女性らしさを醸し出している。花は猛毒性のトリカブトとの事。

## キャラクター設定
暗殺集団「飛賊」の一員。飛賊の長で四天王の一人であった龍（ロン）の娘であり、デュオロンとは異母兄妹に当たる。父と兄を慕い続けているが、龍の愛人である側室の娘という立場をわきまえているため、敢えてデュオロンの事を「三太子（サンターツ）」と呼ぶ事にしている。そうする事で彼への愛情を封じ込めている（「兄上」と呼ぶ時もある）。三太子とは“三の若君”という意味。
性格は素直で優しいが、気弱で泣き虫な一面もある。年齢はプロフィールに記載されていないが、デュオロンより2つ年下である事がストーリーで確認できるため、19歳とされている。
元は才能に恵まれない少女だったが、愛する父の役に立ちたいという一心で父の同門である麟に師事した。そして毒手を学び、ついには腕のみならず全身そのものを猛毒の塊にしてしまった。そのため、彼女に触れた者はそれだけで死んでしまう。口から漏れる吐息や、流す涙の一滴さえも常人にとっては毒にしかならず、毒に耐性を持つ者（たとえ師匠の麟であっても）でさえ命を落としかねない。本人は「後悔はしていない」と言っている。また、得意である料理をしてもその料理が必ず猛毒入りになってしまう。
龍が飛賊の隠れ里を壊滅させたという事件の後、彼女もまた龍を追うために里を離れる。毒を帯びた忌まわしい身を挺してでも、兄より先に龍を捜し、二人の死闘を止めたいと思っている。
両腕を覆い隠している長い袖の中には様々な暗器が仕込まれており、戦闘ではこれを自由自在に操って戦う。
「暗器を使うのは卑怯」である事や、暗殺者という立場のためか、キムとチェ・リムには悪人呼ばわりされている。
恋愛シミュレーション『Days of Memories 〜風舞う都でつかまえて!〜』では、メインヒロインの一人として登場。ジャンルの性質上「彼女に触れただけで死ぬ」という設定に問題があったためか、その代わりに「触れた者はみんな不幸になる」と設定されている。

## キャラクター性能
防御力は『KOF MIA』の全キャラクター中で最低だが、三種類ある構えの使い方によっては非常に威力の高い連続技が可能であり、上級者向けのテクニカルキャラクターとして位置づけられる。

## 技の解説
技名の多くは中国史上の各時代を代表する美女に由来している。

### 通常投げ
李氏傾城（りしけいせい）
つかんだ相手を突きで吹き飛ばす。
緑珠墜楼（りょくしゅついろう）
足元に引き寄せた相手を蹴り落とし、大槌で殴りつける。

### 構え方
ジョン・フーンなどが持つ構えとは違い、ダメージを受けたりダウンしたりしても効果が切れることはないが、どの構えで勝利しても、次のラウンド開始時には必ず「虞姫献杯」に戻される。
虞姫献杯（ぐきけんぱい）
腕を前に向けている状態。接近戦重視で、体術を使った技が多い。
貂蝉翻身（ちょうせんほんしん）
顔を前に向け、身体を後ろに向けた状態。連続技重視で、武器を使用した技や派生技が主になる。スーパーキャンセルに対応している技が多い。
西施採柴（せいしさいそう）
体勢を低くして、両腕をダラリと下げた状態。「貂蝉翻身」同様、武器を使用した技が主だが、こちらは遠距離戦重視で技のリーチが長い。その反面、動きが鈍くなってしまい機動力に欠ける。

### 特殊技
姮娥射月（こうがしゃげつ）
「貂蝉翻身」でのみ繰り出せる技。しゃがんだ状態で背を向けながら蹴り上げる。

### 必殺技
虞姫献杯

洛妃錦袖（らくひきんしゅう）
左右の手で突きを繰り出す追加入力式の技。3段目はボタンの弱強で変化。
強の3段目は相手を空中に打ち上げる。
飛毛脚（ひもうきゃく）
目に見えぬほどの速さで移動する。麟やデュオロンと同じ技だが、技を出す時に予備動作があるため、攻撃発生がやや遅めになっている。
蛇突牙・招鬼（じゃとつが・しょうき）
キョンシーを模した人型の像を地面から突き出す。ボタンによって位置は変化する。

貂蝉翻身

金蓮毒歩・穿山（きんれんどっぽ・せんざん）
後ろ蹴りを繰り出す。様々な派生技を繰り出せる蹴り技のコンビネーション。
金蓮毒歩・破山（きんれんどっぽ・はざん）
「穿山」とは逆の足で後ろ蹴りを繰り出す。
金蓮毒歩・地掃（きんれんどっぽ・ちそう）
「破山」から派生。前足払いを繰り出す。
金蓮毒歩・摩天（きんれんどっぽ・まてん）
「破山」から派生。飛び回し蹴りを繰り出す。
金蓮毒歩・崩山（きんれんどっぽ・ほうざん）
「穿山」とは逆の足で上段後ろ蹴りを繰り出す。
金蓮毒歩・颶風（きんれんどっぽ・ぐふう）
「崩山」から派生。後方宙返りから踏みつける。
金蓮毒歩・旋風（きんれんどっぽ・せんぷう）
「崩山」から派生。逆立ちで両足を広げながら回転蹴りを繰り出す。
媚娘拝月（びしょうはいげつ）
袖から刃物を出して振り上げる。ヒット時は相手を浮き上がり、追撃が可能。
弱は片手で上に向かって振り上げ、強は両手で円を描くように別々の軌道で振り上げる。
梅妃柳葉（ばいひりゅうよう）
小剣を目の前の地面に向かって投げる。弱は1本、強は2本投げる。

西施採柴

飛燕放鳥（ひえんほうちょう）
放物線を描いて飛ぶクナイを前方に投げつける。
祝融破軍（しゅくゆうはぐん）
弱は回転して2回斬りつけてから斬り下ろす。強は斬り下ろしだけを繰り出す。
麻姑鉄爪（まこてっそう）
鉤爪を伸ばして攻撃する。間合いが近すぎると当たらない。
蛇突牙・断金（じゃとつが・だんきん）
「西施採柴」の構え移行中に繰り出せる技。一部のスタイリッシュアートでも使用される。地面からムカデのような剣（蛇腹剣のように刃がワイヤーで連結している）を突き出す。ボタンによって位置は変化する。追加入力のタイミングがシビアで使いにくい。

### 超必殺技
飛賊奥義　乱舞死華葬（らんぶしかそう）
回転しながら接近して、ヒット時は相手をロックして暗器による連続攻撃を浴びせる。
飛賊奥義　千手羅漢殺・魔蠍（せんじゅらかんさつ・まかつ）
2ゲージ消費技。麟の使用する「飛賊奥義・千手羅漢殺」とは異なった内容になっている。
無数の暗器を伸ばして連続突きを繰り出して、最後に巨大な剣を突き出して相手を吹き飛ばす。
妲己魔香殺（だっきまこうさつ）
立ち・しゃがみに関係なく成立する3ゲージ消費のコマンド投げ。
その場で一回転してから、捕まえた相手にキスをして毒を盛る。決まると相手の体力が一定時間減少し続ける。技が決まった後の台詞はキャラクターによって変化する。

## 関連人物
- 龍 - 父親
- 麟 - 師匠
- デュオロン - 異母兄
- シェン・ウー - デュオロンの行方を知るため接触
- アッシュ・クリムゾン - 龍（もしくはデュオロン）の行方を知るため接触
- マキシマ - 同上
- K' - 同上

## その他の出演作品
- Days of Memoriesシリーズ
  - Days of Memories〜風舞う都でつかまえて!〜